# A Real Live One
A Real Live One – album koncertowy brytyjskiej grupy heavymetalowej Iron Maiden. Jest zbiorem nagrań z dziewięciu koncertów w Europie granych podczas trasy koncertowej Fear of the Dark World Tour. Zawiera piosenki z płyt Somewhere in Time, Seventh Son of a Seventh Son, No Prayer for the Dying i Fear of the Dark.

## Lista utworów
1. "Be Quick or Be Dead" - 3:16
  - Maimarkt-Gelände, Mannheim, Niemcy, 15 sierpnia 1992 (festiwal Super Rock)
2. "From Here to Eternity" - 4:18
  - Valbyhallen, Kopenhaga, Dania, 25 sierpnia 1992
3. "Can I Play with Madness" - 4:44
  - Brabanthallen, ’s-Hertogenbosch, Holandia, 2 września 1992
4. "Wasting Love" - 5:43
  - Grande Halle de La Villette, Paryż, Francja, 5 września 1992
5. "Tailgunner" - 4:09
  - Patinoire de Malley, Lozanna, Szwajcaria, 4 września 1992
6. "The Evil That Men Do" - 5:25
  - Forest National, Bruksela, Belgia, 17 sierpnia 1992
7. "Afraid to Shoot Strangers" - 6:48
  - Globen, Sztokholm, Szwecja, 29 sierpnia 1992
8. "Bring Your Daughter...To the Slaughter" - 5:17
  - Helsingin Jäähalli, Helsinki, Finlandia, 27 sierpnia 1992
9. "Heaven Can Wait" - 7:28
  - Arena Festa Dell' Unita, Reggio nell’Emilia, Włochy, 12 września 1992 (festiwal Monsters of Rock)
10. "The Clairvoyant" - 4:29
  - Helsingin Jäähalli, Helsinki, Finlandia, 27 sierpnia 1992
11. "Fear of the Dark" - 7:11
  - Helsingin Jäähalli, Helsinki, Finlandia, 27 sierpnia 1992

Pod nazwami utworów podano miejsce i datę ich nagrania.

## Wykonawcy
- Bruce Dickinson – śpiew
- Dave Murray – gitara elektryczna
- Janick Gers – gitara elektryczna
- Steve Harris – gitara basowa
- Nicko McBrain – perkusja
- Michael Kenney – keyboard (gościnnie)